# Shaykhísme
Het shaykhísme (Arabisch: الشيخية) is een islamitische religieuze beweging, gesticht door Ahmad in het begin van de 19e eeuw tijdens de Kadjaren-dynastie in Iran. Het begon met een combinatie van soefi- en sjiitische doctrines over het einde der tijden en de dag der opstanding. Tegenwoordig zijn de shaykhi's een kleine minderheid in Iran en Irak. In het midden van de 19e eeuw hebben veel shaykhi's zich aangesloten bij de bábí- en bahai-religies, die groot respect hebben voor Ahmad.

## Bron
- Denis Maceoin. S.V. Ahsa'i, Shaikh Ahmad b. Zayn al-Din, in Encyclopaedia Iranica, 3 vols. (London: Routledge and Kegan Paul, 1983).